# Philodromus rodecki
Philodromus rodecki es una especie de araña cangrejo del género Philodromus, familia Philodromidae. Fue descrita científicamente por Gertsch & Jellison en 1939.

## Distribución
Esta especie se encuentra en Canadá y los Estados Unidos.